# Indian Ocean

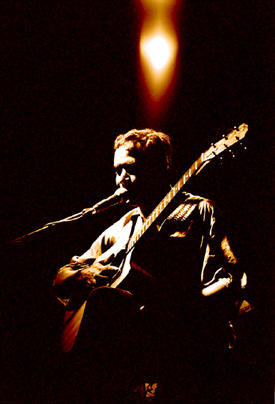
Сасмит Сен

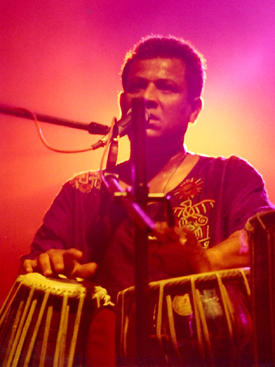
Ашим Чакраварти

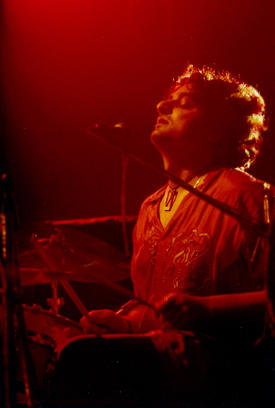
Амит Килам

Indian Ocean — индийская фьюжн-группа из Дели, образованная в 1990 году.
Состав группы — Сушмит Сен (гитара), Ашим Чакраварти (табла, перкуссия, вокал), Амит Килам (барабаны, перкуссия, вокал), Рахуль Рам (бас-гитара, вокал). Третий альбом группы, Kandisa, принёс ей известность и с начала XXI века Indian Ocean путешествовала и выступала на всех континентах и во многих городах Индии.
Возрождение инди-музыки в девяностых годах привело к появлению волны жанров и стилей фьюжн. Indian Ocean, пионер фьюжн-музыки в Индии, является одной из старейших, но самых плодовитых групп страны. С момента своего создания в 1990 году участники Indian Ocean приходили и уходили, но фолк-фьюжн-рок оставался ядром группы на протяжении всего ее тридцатилетнего пути.
В рамках «дней индийской культуры» группа посетила несколько городов России в 2009 году.

## Альбомы
- Indian Ocean (1993)
- Desert Rain (1997)
- Kandisa (2000)
- Jhini (2004) [composed for film SWARAJ--The Little Republic]
- Black Friday (2004) [composed for the film Black Friday]
- Live in Concert (DVD) (2008)
- Tu Hai (May 5, 2023)

## Фильмы
- SWARAJ--The Little Republic (2002)
- Black Friday (2004)
- Hulla (2008)
- Bhoomi (2009)